# Sac fecal

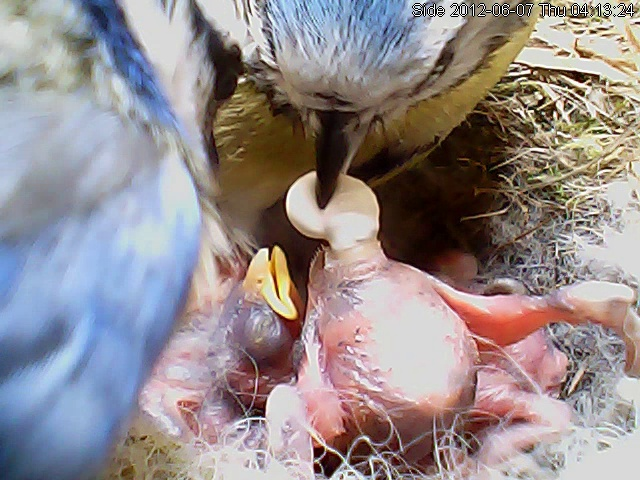
Un pițigoi albastru adult care îndepărtează sacul fecal al unui pui nidicol din cuib (recent eclozat, gol și orb) pentru a asigura curățenia cuibului

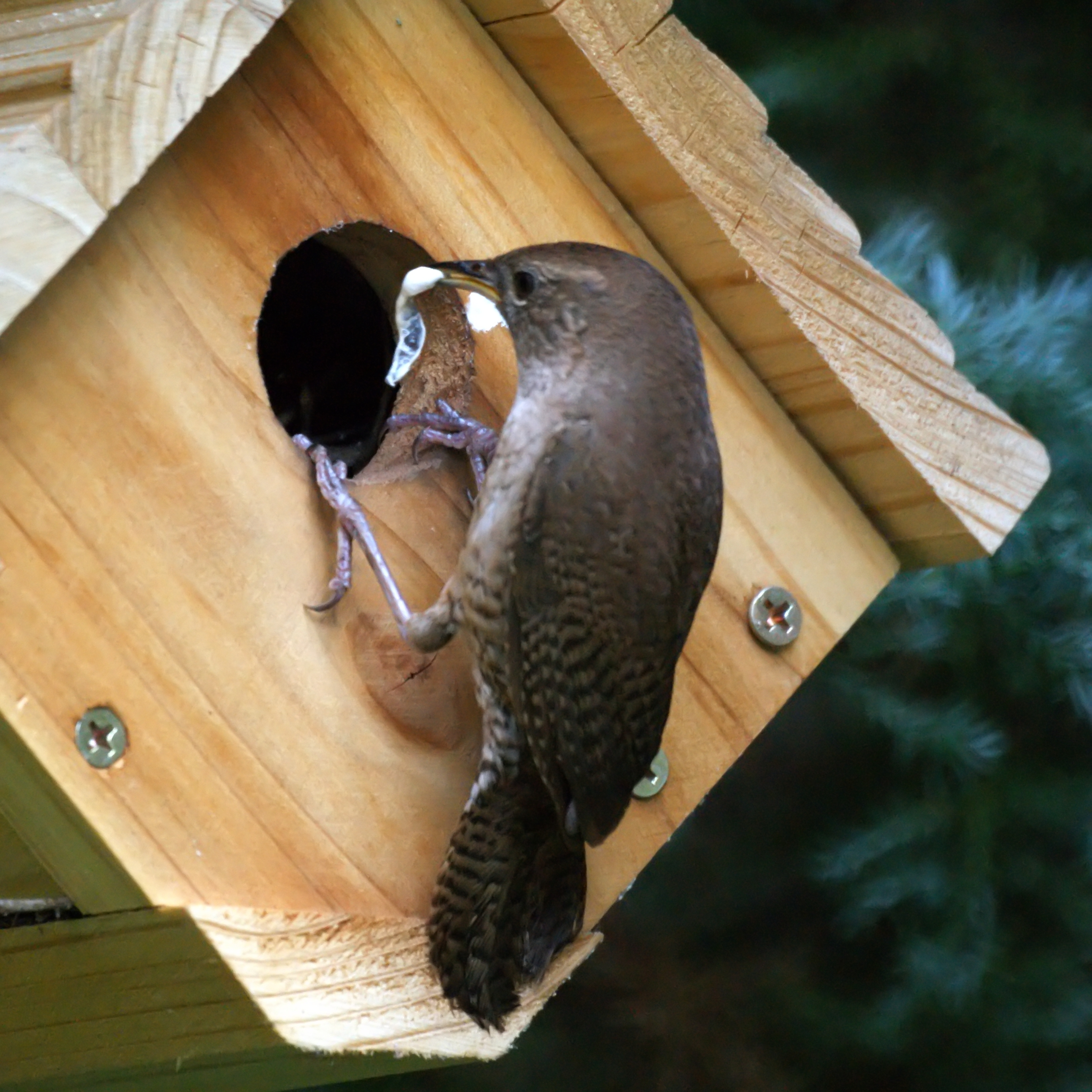
Ochiuboului casnic (Troglodytes aedon) scoate un sac fecal dintr-un cuib artificial

Sacul fecal este un plic gelatinos alb care conține excrementele (găinațul) eliminat de puii din cuib ale păsărilor nidicole. Sacii fecali sunt îndepărtați cu ușurință din cuib de către părinți și cuibul rămâne astfel curat. Dacă nu reușesc să care din cuib sacii fecali, părinți îi înghit uneori, deoarece în ei mai rămâne multă mâncare. Speciile la care puii au găinațul lichid acesta rămâne în cuib alterându-se (de ex. pupăza) sau la unele specii puii îl proiectează afară din cuib (de ex. ciuful etc.).